# بخش مهربان
بخش مهربان از بخشهای تابعه شهرستان سرآب در استان آذربایجان شرقی، ایران است.
این منطقه به مساحت ۱۶۷۵کیلومتر مربع از شمال شرق به شهرستان مشکین شهر، ازشمال و غرب به شهرستان هریس وبستان آباد واز شرق به بخش مرکزی شهرستان سرآب محدود می‌شود.

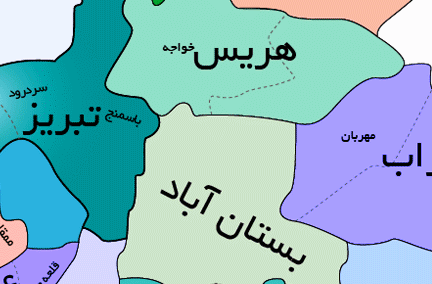
موقعیت منطقه مهربان

## تقسیمات کشوری
شهرها
- مهربان
- شربیان
- دوزدوزان

دهستانها
- دهستان آلان برآغوش
- دهستان شربیان
- دهستان اردلان

جمعیت۲۸۲۱۴ نفر بوده‌است